# Weston Mills (New York)
Weston Mills est une census-designated place du comté de Cattaraugus, dans l'État de New York, aux États-Unis,. En 2020, elle compte une population de 1 525 habitants.